# Kemono Jihen – Gefährlichen Phänomenen auf der Spur
Kemono Jihen – Gefährlichen Phänomenen auf der Spur (japanisch 怪物事変 Kemono Jihen, deutsch ‚Ungeheuer-Zwischenfälle‘) ist eine Mangaserie von Shō Aimoto, die seit 2016 in Japan erscheint. Das Werk ist in die Genres Shōnen, Action und Mystery einzuordnen. Eine von Ajia-do Animation Works produzierte Adaption als Anime-Fernsehserie wird seit Januar 2021 ausgestrahlt.

## Inhalt
Die Kemono-Agentur für übernatürliche Phänomene schickt den Detektiv Kohachi Inugami (隠神 鼓八千) in ein abgelegenes Dorf. Dort werden seit einiger Zeit immer zu Neumond tote Tiere aufgefunden, deren Innereien gefressen wurden. Im Dorf trifft Inugami den verwahrlosten Jungen Kabane (日下 夏羽), der von allen Dorfbewohnern gemieden wird und statt zur Schule zu gehen auf dem Feld arbeitet. Es stellt sich heraus, dass Kabane ein Halb-Ghul ist, dessen wahre Natur durch einen Lebensstein von seinen Eltern unterdrückt wird. Doch hinter den Vorfällen steckt ein anderes Wesen, das Inugami mit Kabanes Hilfe töten kann. Da die wahre Identität des Jungen bekannt wurde, kann er nicht im Dorf bleiben und wird von Inugami nach Tokio mitgenommen.
In der Stadt kann Kabane den Detektiv bei weiteren Aufträgen unterstützen, in denen es um Kemono geht – übernatürliche Wesen. Seine Fähigkeiten als Ghul sind dabei oft hilfreich. Neben ihm sind in der Detektei noch der Spinnen-Kemono Shiki Tademaru (蓼丸 織) und Akira (晶), Abkömmling einer Yuki-onna, der Eis beherrschen kann. Kabane muss sich mit beiden erst arrangieren, wobei ihm seine stoische Art auch hilfreich ist. Mit dem fröhlichen und leichtherzigen Akira gelingt das Zusammenleben gleich, doch der freche und grobe Shiki akzeptiert Kabane erst, als der dessen Stärke und nahezu Unbesiegbarkeit erfährt. Auch lernt Kabane die zwielichtige Kitsune Yoko Inari (飯生 妖子) kennen, die bei der Polizei Fälle mit Kemono bearbeitet und eine Art Rivalin Inugamis ist. Sie ist vor allem auf ihren eigenen Vorteil bedacht und nutzt ihre Kräfte, um die sie umgebenden Menschen zu kontrollieren. Auch die ihr dienenden Kemono manipuliert sie. So schickt sie das Kitsune-Mädchen Kon (紺) zu Kabane, um dessen Lebensstein zu stehlen. Doch scheitert sie durch ihre Tollpatschigkeit und verliebt sich in den Jungen, der dafür jedoch keinen Sinn hat. Einige Zeit nach Kabanes Ankunft erfahren die drei Kinder, dass in Inugamis Agentur versteckt ein Vampir haust: Mihai ist trotz seines jungen Körpers uralt und nur auf sein Vergnügen bedacht, wofür er sogar andere zu seiner Unterhaltung in Gefahr bringt, weswegen Inugami ihn versteckt hielt.
Bei weiteren Aufträgen kommen die Kemono hinter die Familiengeschichte von Shiki und Akira. Shikis Mutter, eine Spinnen-Kemono, wurde von ihrem Schwager – wie sein Bruder Volkskundler – gedrängt mit weiteren Kemono Kinder zu zeugen. Eines der Kinder sollte in der Lage sein, ein wertvolles, Leben und Heilung spendendes Garn zu spinnen. Da Shiki dies als kleines Kind zu erkennen drohte, wurde er in die Stadt geschickt. Nun in seinen Heimatort zurückgekehrt, kann er seine Mutter und seine kleine Schwester, das erfolgreiche Ergebnis der Experimente seines Onkels, befreien und mit nach Tokio nehmen. Nicht lange danach kommt Akiras Bruder Yui aus dem Dorf der Yukionna nach Tokio. Beide waren dort die einzigen männlichen Kinder und sollten das Dorf erhalten, das jedoch durch einen übernatürlichen Sturm abgeschottet und grausam geführt wird. Yui konnte wie zuvor Akira mit seiner Hilfe fliehen und will mit Akira gemeinsam fort. Dafür greift er auch dessen Freunde an – seine Kräfte verstärkt durch den Nullstein, den er aus dem Dorf stahl und es danach vernichtete. Mit vereinten Kräften können die Kemono ihn unter Kontrolle bringen, wobei der Nullstein und Kabanes Lebensstein verschmelzen. Yui ist von der Besessenheit des Nullsteins befreit und keine Gefahr mehr. Er reist gemeinsam mit Akira ab. Inugami will gemeinsam mit Kabane mehr über die Steine erfahren und macht sich daher ebenfalls auf die Reise. Er weiß, dass sie nach einem Krieg zwischen Menschen und Kemono vor 1000 Jahren erschaffen wurden, um die Kemono im Zaum zu halten und das Zusammenleben zu erleichtern.

## Veröffentlichung
Der Manga erscheint seit dem 2. Dezember 2016 (Ausgabe 1/2017) im Magazin Jump SQ beim Verlag Shūeisha. Dieser bringt die Kapitel auch gesammelt in bisher 22 Bänden heraus (Stand: Dezember 2024). Der 6. Sammelband verkaufte sich Ende 2018 über 40.000 Mal.
Eine deutsche Übersetzung erscheint seit Juni 2019 bei Altraverse in bisher 21 Bänden (Stand Februar 2025). Auf Italienisch wird die Serie von J-Pop veröffentlicht.

## Anime-Adaption
Bei Ajia-do Animation Works entstand eine Animeserie für das japanische Fernsehen. Hauptautor war Noboru Kimura und Regie führte Masaya Fujimori. Das Charakterdesign entwarf Nozomi Tachibana und die künstlerische Leitung lag bei Sachiko Nishiguchi. Für den Ton war Yukio Nagasaki verantwortlich, für die Kameraführung Teppei Satō.
Die 12 Folgen werden seit dem 10. Januar 2021 von Tokyo MX, ytv und BS11 in Japan ausgestrahlt. International findet parallel eine Veröffentlichung über diverse Streaming-Plattformen statt, darunter mit deutschen Untertiteln bei Wakanim. Weitere Plattformen sind VVVVID, AnimeLab und Funimation Entertainment.

### Synchronisation
| Rolle           | japanische Sprecher (Seiyū) |
| --------------- | --------------------------- |
| Kabane Kusaka   | Natsumi Fujiwara            |
| Shiki Tademaru  | Natsuki Hanae               |
| Akira           | Ayumu Murase                |
| Kohachi Inugami | Junichi Suwabe              |

### Musik
Komponist der Filmmusik war Yūya Mori. Das Opening wurde unterlegt mit dem Lied Kemonomichi von Daisuke Ono und der Abspanntitel ist Shirube von Sayaka Sasaki.